# Gibbovalva quadrifasciata
Gibbovalva quadrifasciata är en fjärilsart som först beskrevs av Henry Tibbats Stainton 1862. Gibbovalva quadrifasciata ingår i släktet Gibbovalva och familjen styltmalar.
Artens utbredningsområde är:
- Hongkong (Kina).
- Myanmar.
- Sri Lanka.
- Taiwan.

Inga underarter finns listade i Catalogue of Life.